# 漫画コント55号
『漫画コント55号』（まんがコント55ごう）は、榎本有也による日本の漫画。『少年ジャンプ』（集英社）において1968年8号から1969年19号まで連載され、同誌が『週刊少年ジャンプ』に改名された後も1969年20号から1970年30号まで連載された。『別冊少年ジャンプ』（同）においても1970年1月号（創刊号）から同年6月号まで並行して連載された。お笑いコンビ・コント55号を題材にした漫画。

## 登場人物
萩本 欽一（はぎもと きんいち）

坂上 二郎（さかがみ じろう）

## 書誌情報
- 榎本有也『漫画コント55号』集英社〈ジャンプコミックス〉、1970年6月30日初版発行[4] - ISBNはない